# Ганжуров, Семён Михайлович
Семён Михайлович Ганжуров (17 февраля 1927, Гомельская область, БССР — 10 января 1987, Киев, УССР) — украинский советский ученый, кандидат технических наук, доцент, первый декан Хмельницкого общетехнического факультета (Хмельницкий национальный университет) (1962—1967), первый ректор Хмельницкого технологического института бытового обслуживания (1967—1969), первый заведующий кафедрой деталей машин и теории механизмов, декан КПФ УПИ им. И. Федорова (1976—1979), заведующий кафедрой общеинженерных дисциплин КВФ (1979—1984), автор более 30 научных работ по вопросам теории и практики полиграфического машиностроения. Заслуженный работник высшей школы. Автор ряда патентов.

## Биография
Родился 17 февраля 1927 года в селе Шихов Стрешинского района Гомельской области в крестьянской семье. В 1944 году работал мастером в военно-восстановительном отряде № 3 Днепр-Двинского бассейнового управления дорог. В 1949 году окончил Львовский полиграфический техникум. Затем в 1954 году с отличием окончил механический факультет Украинского полиграфического института Им. Ивана Федорова. До 1962 года работал в Украинском полиграфическом институте Им. Ивана Федорова.
С 5 июня 1962 года стал деканом общетехнического факультета Хмельницкого УПИ. В этом же году стал кандидатом наук. В 1963 году С. Ганжуров поручил создать три лаборатории: теории механизмов и машин, деталей машин и основ взаимозаменяемости. С 1965 года стал доцентом.
С января 1966 года стал ио директора Хмельницкого филиала УПИ. В июле 1966 года также был назначен на должность декана механического факультета. С января 1966 года стал ио директора Хмельницкого филиала УПИ. В июле 1966 года также был назначен на должность декана механического факультета. В октябре 1967 года в Хмельницком технологическом институте бытового обслуживания (ХТИПО) Семеном Ганжуровым была создана «Кафедра сопротивления материалов и деталей машин». В октябре 1967 года стал ио ректора Хмельницкого технологического института бытового обслуживания вплоть до июня 1969 когда, когда по собственному желанию решил оставить данный пост. С 21 июня 1969 года стал завкафедрой деталей машин и ТММ, а с 1970 года преподавал на вечернем факультете в Киевском филиале УПИ. Скончался в 1987 году.

## Избранные публикации
- Некоторые вопросы расчета наборного и разборочного аппаратов машины «Линотип»
- Определение минимального количества матриц в строкоотливной наборной машине